# Minuartia sublineata
Minuartia sublineata är en nejlikväxtart som beskrevs av Karl Heinz Rechinger. Minuartia sublineata ingår i släktet nörlar, och familjen nejlikväxter. Inga underarter finns listade i Catalogue of Life.